# Glaser-Dirks DG-600
Die Glaser-Dirks DG-600 ist ein einsitziges Hochleistungs-Segelflugzeug mit Wölbklappen von DG Flugzeugbau. Das Flugzeug aus kohlenstofffaserverstärktem Kunststoff (CfK) kann als Nachfolger von DG-200 und DG-400 betrachtet werden und wurde von Beginn an mit 15 und 17 Metern Spannweite angeboten. Ab 1989 wurde die Modellpalette um eine eigenstartfähigen Variante, DG-600M, erweitert. Ab 1991 wurden auch Varianten mit 18 Metern Spannweite durch größere Ansteckflügel (DG-600/18, DG-600/18M) und Winglets angeboten.

## Entwicklung und Konstruktion
Der DG-600-Rumpf basiert auf dem Rumpf der DG-400, hat jedoch ein schlankeres Leitwerk mit einem 7 Liter fassenden Ballasttank in der Leitwerkflosse. Haube und Instrumentenbrett sind praktisch die gleichen wie bei anderen DG-Flugzeuge.
Eine Besonderheit der Steuerflächen sind die Flaperons. Die Tragflächen haben ein flacheres Profil als bei früheren DG-Segelflugzeugen, was höhere Leistung aber schlechtere Langsamflug-Eigenschaften bewirkt. Diese Nachteile hat insbesondere die 15-Meter-Variante. Das Flugzeug war daher am Markt weniger erfolgreich und nach einem Feuer in den Fertigungshallen 1992, bei dem die Flächenformen zerstört wurden, wurde die Fertigung der DG-600 nach nur 112 Einheiten eingestellt. Als Nachfolgemodell wurde später die Glaser-Dirks DG-800 angeboten.

## Technische Daten

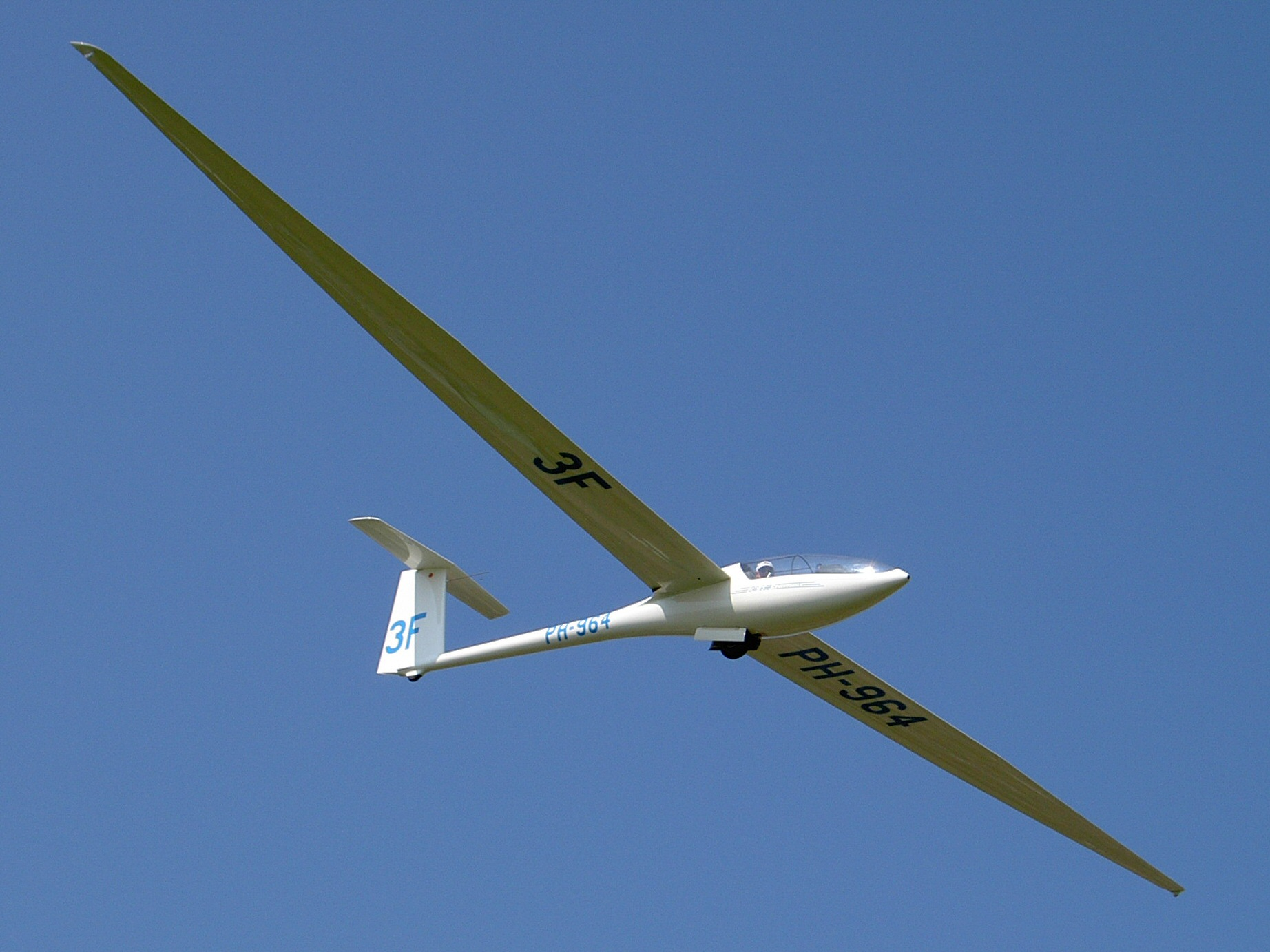
DG-600/18 mit zur Landung ausgefahrenem Fahrwerk und Zaunabweisern unter der Cockpithaube

| Spannweite             | 15 m                                                  | 17 m                                                  | 18 m                                                  |
| ---------------------- | ----------------------------------------------------- | ----------------------------------------------------- | ----------------------------------------------------- |
| Besatzung              | 1                                                     | 1                                                     | 1                                                     |
| Flügelfläche           | 10,95 m²                                              | 11,59 m²                                              | 11,81 m²                                              |
| Streckung              | 20,55                                                 | 24,95                                                 | 27,42                                                 |
| Flügelprofil           | HQ35/HQ37                                             | HQ35/HQ37                                             | HQ35/HQ37                                             |
| Rumpflänge             | 6,83 m                                                | 6,83 m                                                | 6,83 m                                                |
| Rüstmasse              | 257 kg / 305 kg (M-Version)                           | 260 kg / 310 kg (M-Version)                           | 262 kg / 312 kg (M-Version)                           |
| Max. Startmasse        | 525 kg                                                | 525 kg                                                | 480 kg                                                |
| Wasserballast          | 180 kg / 120 kg (M-Version)                           | 180 kg / 120 kg (M-Version)                           | 180 kg / 120 kg (M-Version)                           |
| Mindestgeschwindigkeit | 64 km/h / 71 km/h (M-Version)                         | 62 km/h / 69 km/h (M-Version)                         | 62 km/h / 69 km/h (M-Version)                         |
| Geringstes Sinken      | 0,56 m/s / 0,6 m/s (M-Version)                        | 0,5 m/s / 0,53 m/s (M-Version)                        | 0,49 m/s / 0,51 m/s (M-Version)                       |
| Gleitzahl              | 45                                                    | 49                                                    | 50                                                    |
| DAeC-Index             | 110                                                   | 113                                                   | 116                                                   |
| Motor                  | nur M-Version: ein Einzylinder Rotax 275, 18 kW/25 PS | nur M-Version: ein Einzylinder Rotax 275, 18 kW/25 PS | nur M-Version: ein Einzylinder Rotax 275, 18 kW/25 PS |
| Quelle                 |                                                       |                                                       |                                                       |